# Anna Lizaran
Anna Lizaran (Esparreguera, 31 agosto 1944 – Barcellona, 12 gennaio 2013) è stata un'attrice spagnola.

## Filmografia parziale

### Cinema
- La plaça del Diamant, regia di Francesc Betriu (1982)
- Tacchi a spillo (Tacones lejanos), regia di Pedro Almodóvar (1991)
- Il perché delle cose (El perquè de tot plegat), regia di Ventura Pons (1995)
- La Celestina, regia di Gerardo Vera (1996)
- Actrius, regia di Ventura Pons (1997)
- La primera noche de mi vida, regia di Miguel Albaladejo (1998)
- Morir (o no), regia di Ventura Pons (2000)
- Forasters, regia di Ventura Pons (2008)
- Héroes, regia di Pau Freixas (2010)

### Televisione
- Lletres catalanes - serie TV, 3 episodi (1977-1979)
- La plaça del Diamant - miniserie TV, 4 episodi (1983)
- Dúplex per llogar - serie TV, 31 episodi (1986-1987)
- Lorenzaccio, Lorenzaccio - film TV (1989)
- Les noces de Fígaro - film TV (1989)
- Maria Estuard - film TV (1991)
- Laura - serie TV, 26 episodi (1998-1999)
- Des del balcó - serie TV, 6 episodi (2001-2002)
- La Mari - miniserie TV, 2 episodi (2003)
- L'un per l'altre - serie TV, 25 episodi (2005)
- La via Augusta - serie TV, 12 episodi (2007)
- La Mari 2 - serie TV, 2 episodi (2009)

## Premi
- Premi Gaudí
  - 2009: "Millor Interpretació Femenina Principal" (Forasters)
- Premi Butaca 
  - 1997: "Millor actriu catalana de cinema" (Actrius - condiviso)
  - 1998: "Millor actriu catalana de cinema" (La primera noche de mi vida)
- Toulouse Cinespaña
  - 2009: "Best Actress" (Forasters)